# Prazniki
Prazniki – wieś w Słowenii, w gminie Velike Lašče. W 2018 roku liczyła 19 mieszkańców.